# Ileanda
Ileanda è un comune della Romania di 2 391 abitanti, ubicato nel distretto di Sălaj, nella regione storica della Transilvania. 
Il comune è formato dall'unione di 13 villaggi: Bârsăuța, Bizușa-Băi, Dăbiceni, Dolheni, Ileanda, Luminișu, Măleni, Negreni, Perii Vadului, Podișu, Răstoci, Rogna, Șasa.
Di particolare interesse la chiesa lignea dell'Assunzione di Maria (Adormirea Maicii Domnului), costruita nel XVII secolo.

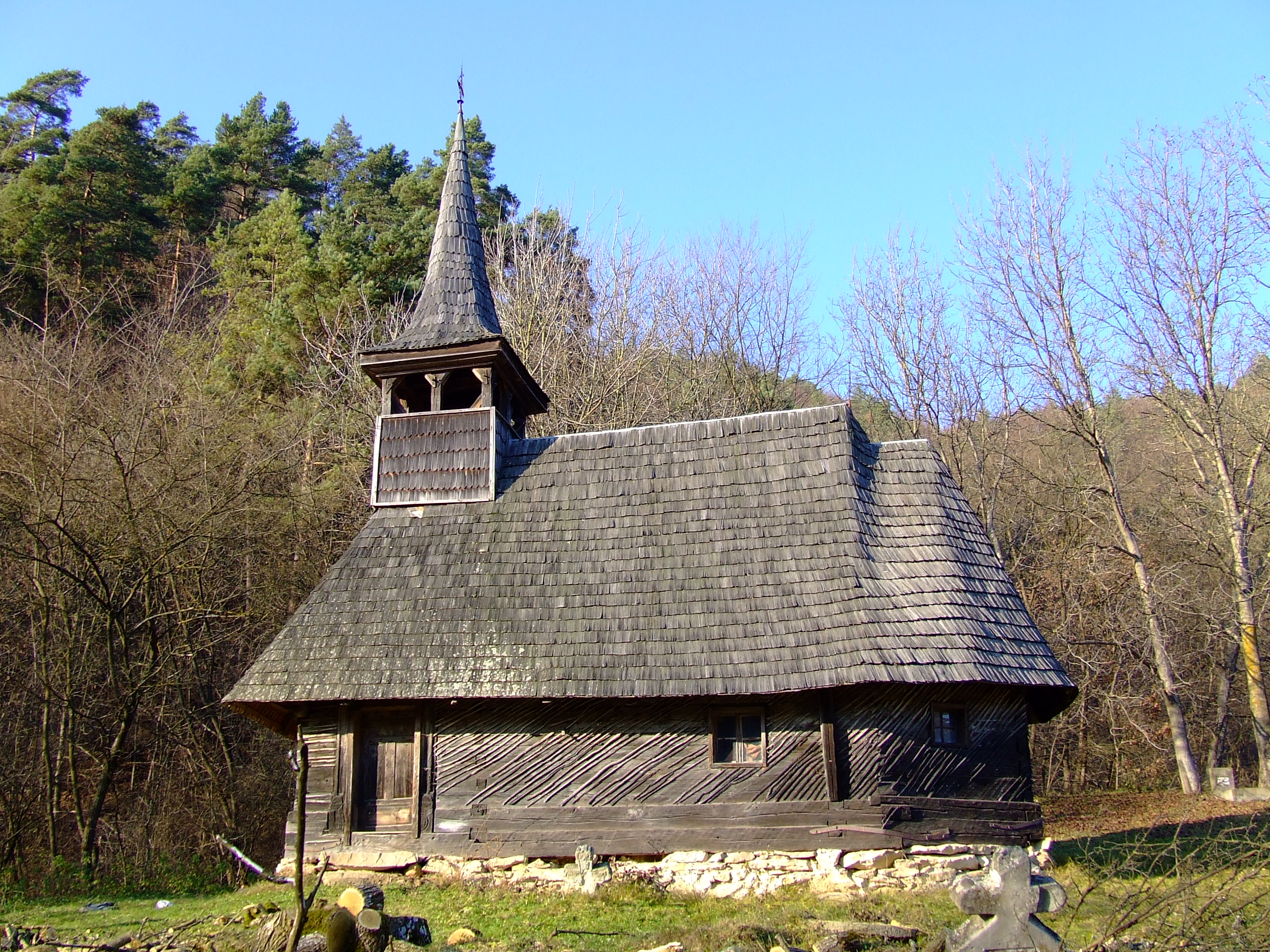
La chiesa lignea di Ileanda